# جاليق (بزكش)
جاليق (بالفارسية: جالیق) هي منطقة سكنية تقع في إيران في قسم بزكش الریفي. يقدر عدد سكانها بـ 47 نسمة .